# Rio Lède
O rio Lède é um rio da Aquitânia, no sudoeste de França, que percorre o departamento de Lot-et-Garonne. É afluente do rio Lot pela margem direita, e portanto sub-afluente do rio Garona. Nasce perto de Lacapelle-Biron e corre geralmente para sudoeste passando em Monflanquin e conflui com o rio Lot em Casseneuil. 
Ao longo do seu percurso banha, entre outras, as seguintes comunas do departamento de Lot-et-Garonne: Lacapelle-Biron, Gavaudun, Monflanquin, Lédat e Casseneuil.